# 中村正彦
中村 正彦（なかむら まさひこ、1946年5月31日 - ）は、日本の地方公務員。東京都教育委員会教育長や、全国都道府県教育長協議会会長、文部科学省中央教育審議会委員を務めた。瑞宝小綬章受章。

## 人物・経歴
長野県諏訪清陵高等学校を経て、1969年中央大学法学部卒業。1971年東京都庁入庁。1987年東京都総務局副主幹（東京自治会館組合派遣）。1989年東京都住宅局副主幹（東京都住宅供給公社派遣）。1990年東京都労働経済局副参事（東京国際コンベンションパーク整備担当）。
1992年東京都財務局主計部予算第二課長。1994年東京都財務局主計部議案課長。1995年東京都財務局主計部議案課長（統括課長）。1996年東京都財務局経理部総務課長（統括課長）。1997年東京都住宅局参事（東京都住宅供給公社派遣）。1999年東京都政策報道室広報部長。
2000年東京都総務局知事室長。2001年東京都教育庁人事部長。2002年東京都教育庁総務部長。2003年東京都危機管理監。2005年東京都教育委員会教育長、全国都道府県教育長協議会会長。文部科学省中央教育審議会委員、文部科学省中央教育審議会初等中等教育分科会教員養成部会副部会長なども務めた。のち、東京都都市づくり公社理事長。

## 栄典
2016年11月 平成28年秋の叙勲で地方自治功労により瑞宝小綬章を受章。